# حسن شاہ خاتون
حسن شاہ خاتون (بالتركية: Hüsnüşah Hatun)‏ هي زوجة السلطان العثماني بايزيد الثاني. وُلدت في 1454 في إمارة قرمان، وتوفيت في 1513 في بورصة.